# DUS-III Ptapta
DUS-III Ptapta – polski samolot sportowy w układzie dwupłatu z końca lat 20. XX wieku, konstrukcji Jerzego Dąbrowskiego i Antoniego Uszackiego, zbudowany przez Koło Miłośników Lotnictwa przy Zakładach Mechanicznych Plage i Laśkiewicz w Lublinie. Samolot został oblatany 10 października 1928 roku i wziął udział w II Krajowym Konkursie Awionetek w Warszawie oraz w I Locie Południowo-Zachodniej Polski. W 1930 roku DUS-III uległ wypadkowi podczas startu do lotu rekordowego i już nie został naprawiony. DUS-III „Ptapta” był drugim (po Skraba ST-3) polskim samolotem sportowym ze szkieletem konstrukcji duralowej.

## Historia i użycie
W pierwszej połowie lat 20. XX wieku w II Rzeczypospolitej możliwość uprawiania sportu samolotowego ograniczona była do pilotów związanych z wojskiem, wytwórniami lotniczymi i Ligą Obrony Powietrznej i Przeciwgazowej (LOPP). Aby zmienić tę sytuację, pasjonaci lotnictwa rozpoczęli zakładanie klubów lotniczych, licząc na możliwość wykonywania samodzielnych lotów. 15 sierpnia 1927 roku w Lublinie zostało powołane Koło Miłośników Lotnictwa, w składzie którego znalazły się głównie osoby pracujące w Zakładach Mechanicznych Plage i Laśkiewicz (m.in. Antoni Cieński, inż. Jerzy Dąbrowski, Jan Fiedorow, Jan Gill, Aleksander Giec, inż. Wojciech Grabowski, inż. Tadeusz Gumowski, Józef Imbirowicz, Henryk Jankowski, Bolesław Lewandowski, Stefan Łowicki, Jan Łabiga, Antoni Mroczkowski, Kazimierz Różański, Władysław Ślusarski oraz Antoni Uszacki). Jednym z przyjętych przez założycieli Koła założeń była budowa samolotu własnej konstrukcji. Do realizacji tego przedsięwzięcia niezbędne były spore zasoby finansowe, które pozyskano częściowo m.in. ustalając wysokie składki członkowskie oraz zobowiązując klubowiczów do wolontariackiej pracy przy budowie samolotu.
Projekt dwumiejscowego samolotu został opracowany w 1927 roku przez Jerzego Dąbrowskiego i Antoniego Uszackiego. Budowę płatowca zrealizowano z wykorzystaniem hal i urządzeń Zakładów Mechanicznych Plage i Laśkiewicz, które dodatkowo wsparły przedsięwzięcie materiałami o wartości 2565,14 zł. Pozyskano również dofinansowanie w wysokości 500 zł z Miejskiego Komitetu LOPP, a Komitet Wojewódzki tej organizacji przekazał Kołu silnik Walter NZ-60. Kierownikami produkcji zostali Antoni Cieński, inż. Wojciech Grabowski i inż. Tadeusz Gumowski. Zbudowany na przełomie 1927 i 1928 roku samolot otrzymał nazwę DUS-III, pochodzącą od nazwisk jego konstruktorów. W późniejszym czasie awionetkę nazywano „Ptapta”, które to słowo wypowiedziała córka pilota-oblatywacza Antoniego Mroczkowskiego, gdy pierwszy raz zobaczyła ów samolot.
DUS-III został oblatany przez Antoniego Mroczkowskiego 10 października 1928 roku na fabrycznym lotnisku Zakładów Mechanicznych Plage i Laśkiewicz. Podczas tego lotu zazwyczaj ostrożny Mroczkowski wykonał na niewielkiej wysokości pętlę. Maszyna została następnie zgłoszona do udziału w II Krajowym Konkursie Awionetek. W przeprowadzonych w dniach 29 października – 1 listopada 1928 roku w Warszawie zawodach wzięło udział 14 samolotów (ze zgłoszonych 16). Choć generalnie konkurs zakończył się triumfem samolotów konstrukcji braci Stanisława i Mieczysława Działowskich (DKD-IV zajął pierwsze miejsce, DKD-III był trzeci, zaś DKD-IV bis piąty), to oznaczony numerem startowym 1 DUS-III pilotowany przez Antoniego Mroczkowskiego w klasyfikacji końcowej wywalczył ósmą lokatę z wynikiem 283 punktów. „Ptapta” był najszybszy w sześciokrotnym przelocie na trasie Warszawa – Piaseczno z czasem 1 godziny 18 minut i 46 sekund (średnia prędkość 137 km/h), osiągnął 10. wynik w próbie najkrótszego startu (po rozbiegu wynoszącym 120 metrów), był ostatni w próbie najkrótszej drogi lądowania (z dobiegiem 220 metrów), zajął 7. lokatę w prędkości wznoszenia w ciągu 30 minut (osiągając pułap 1763 metrów), nie biorąc udziału w próbie demontażu i montażu. Za zwycięstwo w konkurencji szybkościowej pilot otrzymał nagrodę ufundowaną przez jubilera Wincentego Wabia-Wabińskiego.
W styczniu 1929 roku z niewyjaśnionych powodów kierownictwo Koła próbowało sprzedać awionetkę, do czego jednak nie doszło. W lipcu 1929 roku dzięki wsparciu finansowemu Banku Gospodarstwa Krajowego i dyrekcji Zakładów Mechanicznych Plage i Laśkiewicz rozpoczęto przebudowę samolotu na wersję jednomiejscową, w miejsce przedniego fotela montując dodatkowe zbiorniki paliwa o pojemności 300 litrów, umożliwiające lot o czasie 20 godzin. Przerobiona w ten sposób maszyna, wyposażona w wypożyczony w czerwcu 1929 roku od producenta nowy silnik Waltera o mocy zwiększonej do 70 KM, miała wziąć udział w próbie pobicia międzynarodowego rekordu odległości w locie bez lądowania po obwodzie zamkniętym (w kategorii jednomiejscowych samolotów sportowych o masie własnej nieprzekraczającej 350 kg). Samolot otrzymał wówczas znaki rejestracyjne SP-ACK, przechodząc na własność Lubelskiego Klubu Lotniczego (w który przekształciło się Koło Miłośników Lotnictwa). W międzyczasie rekord świata został pobity, więc w samolocie dokonano kolejnego powiększenia zbiorników paliwa, co miało umożliwić przebycie 2800 km bez lądowania. 
6 października 1929 roku maszyna uczestniczyła w I Locie Południowo-Zachodniej Polski. W zawodach wzięły udział 22 samoloty, a rywalizację ukończyło 15 z nich. DUS-III, za sterami którego siedział Władysław Szulczewski, zajął w konkursie ósme miejsce, rywalizując w kategorii I (samolotów z silnikami o mocy do 60 KM); otrzymał również wyróżnienie za akrobacje. Również w październiku „Ptapta”, także pilotowana przez Władysława Szulczewskiego, wzięła udział w próbnym, przedrekordowym locie okrężnym bez lądowania na trasie Lublin – Lwów – Kraków – Poznań – Grudziądz – Warszawa – Lublin, jednak po 8 godzinach lotu z powodu uszkodzenia zbiorników paliwa i niesprzyjającej pogody Szulczewski zmuszony został do przerwania próby i lądowania w Poznaniu, a po naprawie uszkodzeń samolot został przebazowany do Dęblina.
24 kwietnia 1930 roku o godzinie 3:45 Władysław Szulczewski wystartował na DUS-III z Dęblina w kierunku Uralu celem pobicia rekordu świata w najdłuższym dystansie pokonanym w locie bez lądowania po obwodzie zamkniętym. Z powodu nadmiernego obciążenia samolot uległ rozbiciu wkrótce po starcie i już nie został naprawiony. Pilot wyszedł z wypadku bez szwanku.
DUS-III „Ptapta” był drugim (po Skraba ST-3) polskim samolotem sportowym ze szkieletem wykonanym z duralu. Samolot był dopuszczony do wykonywania pełnej akrobacji.

## Opis konstrukcji i dane techniczne

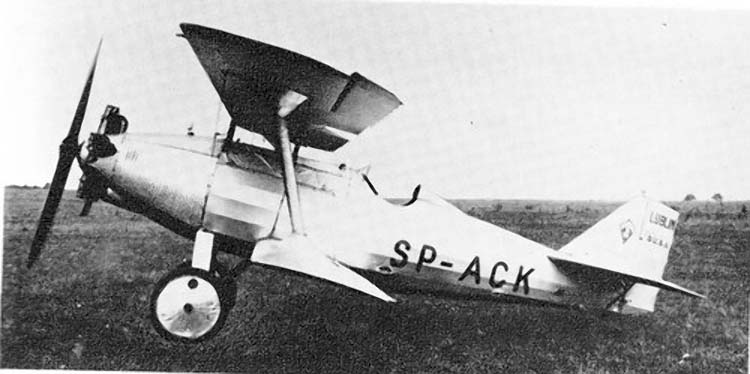
DUS-III po przebudowie na wersję jednomiejscową

DUS-III był jednosilnikowym, dwu-, a później jednomiejscowym samolotem sportowym o konstrukcji metalowej, w układzie dwupłatu. Kadłub o przekroju owalnym tworzyła kratownica z rur duralowych, wykrzyżowana linkami stalowymi, oprofilowana listwami duralowymi i kryta płótnem, z wyjątkiem przodu i góry kadłuba pokrytego blachą duralową. Kabina załogi dwumiejscowa, z miejscami w rzędzie (później jedmomiejscowa), odkryta, osłonięta z przodu wiatrochronem.
Płaty o obrysie prostokątnym, dwudźwigarowe, dwudzielne, konstrukcji duralowej, kryte płótnem, połączone opływowymi słupkami w kształcie litery „I”, wykonanymi z rur duralowych i wykrzyżowane linkami stalowymi (wzmocnione dźwigary została zaadaptowane z samolotu Breguet 14). Rozpiętość skrzydeł wynosiła 8 metrów, a ich powierzchnia nośna 15 m². Płat dolny, o mniejszej rozpiętości i cięciwie, przesunięty do tyłu w stosunku do górnego. Lotki umieszczone były tylko na górnym płacie. Obciążenie powierzchni wynosiło 37,8 kg/m², zaś współczynnik obciążenia niszczącego dźwigara skrzydła miał wartość 7.
Długość samolotu wynosiła 5,39 metra, a wysokość 2,14 metra. Masa własna płatowca wynosiła 322 kg, masa użyteczna 244 kg, zaś masa całkowita (startowa) 566 kg. Usterzenie klasyczne, konstrukcji duralowej, kryte płótnem. Podwozie dwukołowe, trójgoleniowe, amortyzowane gumą; z tyłu znajdowała się płoza ogonowa, amortyzowana sznurem gumowym.
Napęd stanowił chłodzony powietrzem 5-cylindrowy silnik gwiazdowy Walter NZ-60 o mocy nominalnej 44 kW (60 KM) przy 1400 obr./min, mocy startowej 48 kW (65 KM) i masie 103 kg, napędzający stałe, drewniane, dwułopatowe śmigło ciągnące. Obciążenie mocy wynosiło 9,5 kg/KM. Zbiornik paliwa zabudowany był w kadłubie, w wersji rajdowej miał pojemność 300 litrów.
Prędkość maksymalna wynosiła 155 km/h, prędkość przelotowa 137 km/h, zaś prędkość minimalna 65 km/h. Przelotowe zużycie paliwa wynosiło 16 litrów/h. Maszyna osiągała pułap 2300 metrów z prędkością wznoszenia wynoszącą 1,8 m/s. Zasięg wersji rajdowej miał wynosić 2000 km. Samolot charakteryzował się rozbiegiem wynoszącym 120 metrów i dobiegiem 220 metrów.

### Malowanie
DUS-III pomalowany był w całości w kolorze srebrnym, nosząc początkowo umieszczony na bokach kadłuba napis „PTAPTA” i „Lublin DUS-III” na sterze kierunku. Po przebudowie na wersję jednomiejscową z obu stron kadłuba zamiast napisu „PTAPTA” namalowane były znaki rejestracyjne SP-ACK.